# Goniagnathus minutus
Goniagnathus minutus är en insektsart som beskrevs av Dubovsky 1966. Goniagnathus minutus ingår i släktet Goniagnathus och familjen dvärgstritar. Inga underarter finns listade i Catalogue of Life.